# Barb and Star Go to Vista Del Mar
Pour plus de détails, voir Fiche technique et Distribution.
Barb and Star Go to Vista Del Mar est un film américain réalisé par Josh Greenbaum, sorti en 2021.

## Synopsis
Deux vieilles amies, Barb et Star, décident de partir à l'aventure.

## Fiche technique
- Titre original : Barb and Star Go to Vista Del Mar
- Titre français (VOD) : Barb et Star vont à Vista Del Mar
- Réalisation : Josh Greenbaum
- Scénario : Annie Mumolo et Kristen Wiig
- Musique : Christopher Lennertz et Dara Taylor
- Photographie : Toby Oliver
- Montage : Steve Welch
- Production : Jessica Elbaum (en), Will Ferrell, Margot Hand, Adam McKay, Annie Mumolo et Kristen Wiig
- Société de production : Gloria Sanchez Productions, Lionsgate, Redrum et Stellie
- Pays de production :  États-Unis et  Mexique
- Genre : Comédie
- Durée : 107 minutes
- Dates de sortie : 
  - États-Unis : 12 février 2021
  - France : 23 novembre 2021 en VOD (MyCanal)

## Distribution
- Kristen Wiig : Star / Sharon Fisherman
- Annie Mumolo : Barb Quicksilver
- Jamie Dornan : Edgar Paget
- Damon Wayans Jr. : Darlie Bunkle
- Michael Hitchcock : Gary
- Kwame Patterson : George le barman
- Reyn Doi : Yoyo
- Wendi McLendon-Covey : Mickey Revelet
- Vanessa Bayer : Debbie
- Fortune Feimster : Pinky
- Rose Abdoo : Bev
- Phyllis Smith : Delores
- Mark Jonathan Davis : Richard Cheese
- Karen Maruyama : le caricaturiste
- Jayde Martinez : Maria Margolis
- Tom Lenk : Arnie
- Patrick Bristow : scientifique âgé

## Accueil
Le film a reçu un accueil favorable de la critique. Il obtient un score moyen de 64 % sur Metacritic.